# 李元镇
李元镇是中国山西省长治市沁源县所辖的一个镇。李元镇位于沁源县南部，县城沁河镇西北15公里，是沁源县重要的工业基地。东邻沁河镇、交口乡，南接中峪乡，西连灵空山镇，北靠韩洪乡、郭道镇。
2021年4月1日，撤销李元镇，整建制并入沁河镇。

## 行政区划
李元镇下辖以下地区：
。

## 方言
晋语大包片

## 交通
省道沁源-洪洞，县道下庄-郭道

## 教育
中学：李元中学。
小学：李元中心小学、各村小学。